# Erich Loest
Œuvres principales
- Nikolaikirche (1989)

Erich Loest, né le 24 février 1926 à Mittweida et mort le 12 septembre 2013 à Leipzig (à 87 ans), est un écrivain et journaliste allemand. Considéré comme l'un des meilleurs chroniqueurs de la vie quotidienne sous la RDA, il est aussi connu pour être l'un des plus importants critiques du régime communiste. Il écrivit parfois sous les pseudonymes de Hans Walldorf, Bernd Diksen et Waldemar Naß.

## Biographie
Natif de Mittweida dans la Saxe, il est un jeune militant du Parti national-socialiste des travailleurs allemands (NSDA) et soldat nazi à la toute fin de la Seconde Guerre mondiale. Il est capturé par les troupes américaines en 1945. Après avoir été brièvement emprisonné, Erich adhère au Parti socialiste unifié d'Allemagne (SED) en 1947 et devient journaliste au Leipziger Volkszeitung. D'abord séduit par les idéaux du régime communiste, il perd toutefois ses illusions après la révolte ouvrière du 17 juin 1953. Ses critiques (dont ses contributions au cabaret le Moulin à poivre de Leipzig) lui valent d'être surveillé par la Stasi et ses écrits sont censurés.
En 1957, il se voit retirer sa carte de membre du SED et séjourne pendant sept ans dans les geôles de la Stasi à Bautzen sur accusation d'avoir "formé un groupe contre-révolutionnaire". Il décrit cette épreuve comme du "temps assassiné",.
En 1981, Erich Loest trouve refuge en République fédérale allemande. Il ne retourne à Leipzig qu'après la chute du Mur de Berlin en 1989. L'événement lui inspire l'un de ses romans les plus célèbres, Nikolaikirche, (du nom de l'église de Leipzig d'où partit la contestation contre le régime communiste), qui décrit les derniers jours de la RDA,.
Le 12 septembre 2013, Erich Loest se suicide par défenestration alors qu'il séjournait dans un hôpital de Leipzig, selon la police. Il était âgé de 87 ans.

## Ouvrages
- Jungen, die übrig blieben, Leipzig 1950
- Nacht über dem See und andere Kurzgeschichten, Leipzig 1950
- Liebesgeschichten, Leipzig 1951
- Die Westmark fällt weiter, Halle (Saale) 1952
- Sportgeschichten, Halle (Saale) 1953
- Das Jahr der Prüfung, Halle (Saale) 1954
- Aktion Bumerang, Halle (Saale) 1957
- Sliwowitz und Angst, Berlin 1965
- Der Mörder saß im Wembley-Stadion, Halle (Saale) 1967 (pseudonym Hans Walldorf)
- Waffenkarussell, Berlin 1968 (pseudonym Hans Walldorf)
- Hilfe durch Ranke, Berlin 1968 (pseudonym Hans Walldorf)
- Der Abhang, Berlin 1968
- Öl für Malta, Berlin 1968
- Der elfte Mann, Halle (Saale) 1969
- Gemälde mit Einlage, Berlin 1969 (pseudonym Hans Walldorf)
- Schöne Frau und Kettenhemd, Berlin 1969 (pseudonym Hans Walldorf)
- Mit kleinstem Kaliber, Halle (Saale) 1973 (pseudonym Hans Walldorf)
- Schattenboxen, Berlin 1973
- Das Vorurteil, Berlin 1974 (pseudonym Bernd Diksen)
- Wildtöter und Große Schlange, Berlin 1974
- Ins offene Messer, Berlin 1974
- Eine Kugel aus Zink, Berlin 1974 (pseudonym Hans Walldorf)
- Etappe Rom, Berlin 1975
- Oakins macht Karriere, Berlin 1975
- Rotes Elfenbein, Halle (Saale) 1975 (pseudonym Hans Walldorf)
- Die Oma im Schlauchboot, Berlin 1976
- Ich war Dr. Ley, Berlin 1976 (pseudonym Waldemar Naß)
- Es geht seinen Gang oder Mühen in unserer Ebene, Halle [u.a.] 1977 ; La vie suit son cours ou les peines de la plaine sont devant nous, Frank und Timme, 2025, Berlin (introduction et traduction annotée par Marie-Geneviève et Jean-Luc Gerrer)
- Rendezvous mit Syrena, Halle [u.a.] 1978 (together with Gerald Große)
- Pistole mit sechzehn, Hamburg 1979
- Swallow, mein wackerer Mustang, Berlin 1980
- Durch die Erde ein Riß, Hamburg 1981
- Harte Gangart, Köln 1983
- Die Mäuse des Dr Ley, Olten 1984 ; Les Souris du Dr Ley, Éd. du Griot, 1996 (trad. par Bernard Huchet)
- Völkerschlachtdenkmal, Hamburg 1984
- Der vierte Zensor, Köln 1984
- Geordnete Rückzüge, Hannover 1984
- Herzschlag, Niddatal 1984
- Zwiebelmuster, Hamburg 1985
- Leipzig ist unerschöpflich, Paderborn 1985
- Saison in Key West, München [u.a.] 1986
- Bruder Franz, Paderborn [u.a.] 1986
- Ein Sachse in Osnabrück, Freiburg i. Br. 1986
- Froschkonzert, München [u.a.] 1987
- Eine romantische Reise um die Welt, Künzelsau 1988
- Fallhöhe, Künzelsau 1989
- Eine romantische Reise durch Europa, Künzelsau 1989
- Bauchschüsse, Künzelsau 1990
- Der Zorn des Schafes, Künzelsau 1990
- Die Stasi war mein Eckermann oder: mein Leben mit der Wanze, Göttingen 1991
- Heute kommt Westbesuch, Göttingen 1992
- Katerfrühstück, Leipzig 1992
- Inseln der Träume, Künzelsau, 1993
- Zwiebeln für den Landesvater, Göttingen 1994
- Nikolaikirche, Leipzig 1995
- Als wir in den Westen kamen, Stuttgart  1997
- Gute Genossen, Leipzig 1999
- Reichsgericht, Leipzig 2001
- Träumereien eines Grenzgängers, Stuttgart 2001
- Werkausgabe, Künzelsau [u.a.]
  - Bd. 1. Jungen, die übrig blieben, 1991
  - Bd. 2. Der elfte Mann, 1992
  - Bd. 3. Schattenboxen, 1993
  - Bd. 4. Zwiebelmuster, 1994
  - Bd. 5. Swallow, mein wackerer Mustang, 1996
  - Bd. 6. Die Mäuse des Dr. Ley, 2000